# Izamal
Izamal est une petite ville de l'État du Yucatán, au Mexique, située à 72 km à l'est de Mérida. Izamal a été peuplée pendant au moins 1 500 ans sans interruption. Elle comptait en 2000 environ 15 000 habitants.
Elle est connue au Yucatán comme la « ville jaune » car la plupart des maisons de cette bourgade sont recouvertes d'une peinture de couleur ocre, identique à celle qui recouvre les murs du couvent saint Antoine de Padoue, édifié face au zocalo. Elle est surnommée aussi « la ville aux collines », en référence à de probables ruines de pyramides.

## Histoire précolombienne

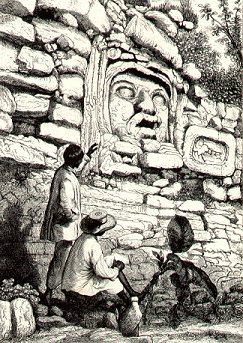
Art précolombien, dessin de Catherwood

Peu de fouilles ont été réalisées à Izamal. On sait cependant que c'était déjà une cité importante au début de l'ère classique, vers 600. Plus de 80 structures archéologiques importantes ont été recensées jusqu'à présent.
Izamal était un site important de la civilisation maya. Elle était consacrée à la divinité créatrice Itzamná, patron des sciences, inventeur de l'écriture, et au dieu soleil K'inich Ajaw. Izamal était un site de pèlerinage, auquel seul Chichén Itzá faisait concurrence dans la région.

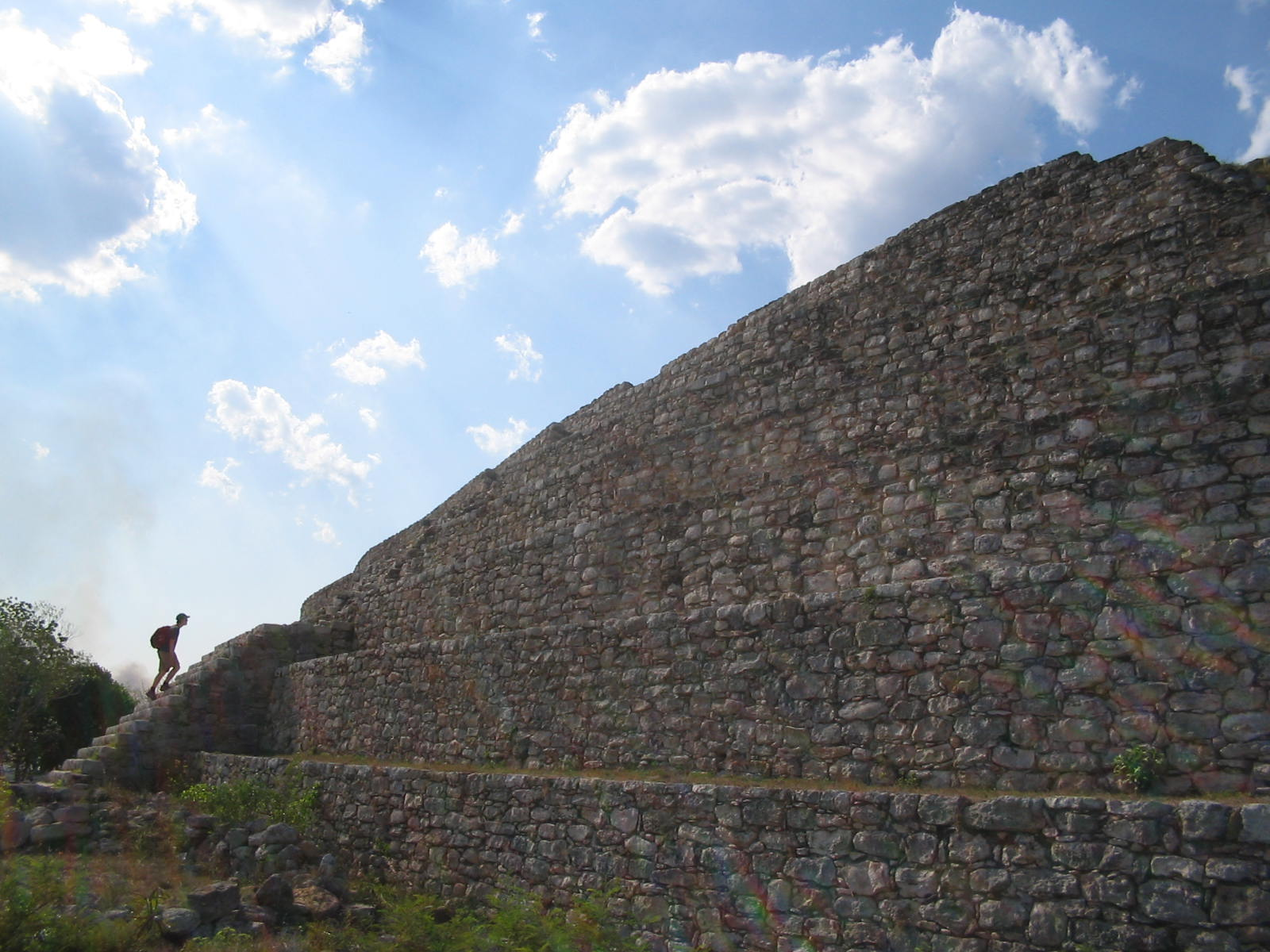
Pyramide maya de Kinich Kak Mo

Deux énormes structures précolombiennes sont encore clairement visibles à Izamal :
- La première est une grande pyramide dédiée au Dieu Soleil Maya, Kinch Kak Mo, dont la base couvre une surface d'un hectare et dont le volume est de 700 000 m3. Au-dessus de cette base, la pyramide s'élève sur 10 niveaux. Un grand masque en stuc est présent sur un côté, représenté par Frederick Catherwood et publié par John Lloyd Stephens dans les années 1840.
- La seconde structure importante est un ensemble appelé « acropole », ou encore Popol Chac (son ancien nom). Il s'agit d'un large mont fait par les hommes, probablement construit pendant plusieurs siècles, sur lequel s'élevaient à l'origine des palais et des temples.

## Histoire moderne

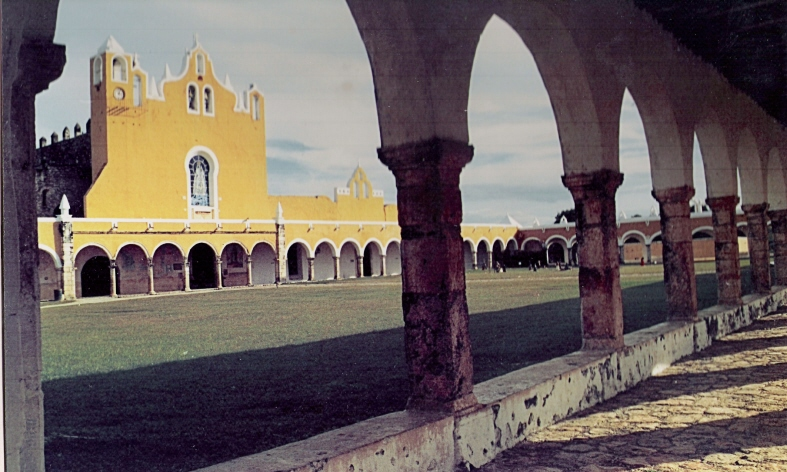
Couvent XVIe siècle

Après la conquête espagnole du Yucatán au XVIe siècle, une ville coloniale espagnole a été fondée au sommet de l'ancienne cité Maya. Néanmoins, il a été jugé trop laborieux et coûteux de raser ces deux immenses ensembles et les Espagnols se contentèrent de placer une petite église chrétienne en haut de l'énorme pyramide et un important monastère franciscain sur l'acropole. Il fut dédié à Saint Antoine de Padoue. Achevé en 1561, l'atrium du monastère était le second en taille après celui du Vatican. De nombreuses pierres de la cité pré-colombienne furent réutilisées pour construire les églises espagnoles, le monastère, ainsi que les bâtiments environnants.
Izamal est encore un lieu de pèlerinage dans la région du Yucatán, mais pour la vénération de saints catholiques romains. Plusieurs statues représentant des saints sont considérées comme faiseuses de miracles. Une statue de la Vierge de l'Immaculée Conception datant des premiers temps de l'ère coloniale est particulièrement vénérée. Elle est la sainte patronne de la ville.
Izamal a été le siège des évêques du Yucatán avant que celui-ci ne soit déplacé à Merida. Le premier évêque du Yucatán, Diego de Landa, y a vécu. 
Izamal obtint le statut de ville officiellement par le gouvernement de la province du Yucatán  le 4 décembre 1841. Le 13 août 1923, elle perd ce statut mais le réobtient à nouveau le 1er décembre 1981.
En 1975, le responsable mexicain chargé de la distribution des terres fut accusé à plusieurs reprises de corruption politique. De nombreuses plaintes furent envoyées d'Izamal vers Merida et Mexico mais aucune suite ne leur fut donnée. L'officier a été retrouvé mort, enseveli sous un tas de pierres dans le parc principal de la ville. Une unité de l'armée mexicaine occupa la ville après l'incident pendant quelques jours. Les enquêteurs ne trouvèrent personne dans la ville qui fut au courant de ce qui avait bien pu se passer.
Le pape Jean-Paul II vint en visite à Izamal en août 1993 où il tint une messe pour les Amérindiens à qui il offrit une statue de la Vierge avec une croix en argent.

## Izamal aujourd'hui
La langue maya est au moins autant parlé que l'espagnol à Izamal. C'est la langue maternelle parlée chez soi pour la majorité de la population. La plupart des indications sont dans les deux langages.
Les fêtes principales d'Izamal se déroulent les 3 avril, 3 mai, 15 août et 8 décembre.

## Comment se rendre à Izamal?
La ville importante la plus proche d’Izamal est Mérida, la capitale de l’État du Yucatán. Au départ de Mérida, suivez la route 180 en direction de Valladolid. Après environ 45 minutes de route, prenez la sortie au niveau du village d'Hoctún puis suivez la route 11 jusqu'à Izamal sur 23 kilomètres.
Izamal constitue également une belle visite à la journée au départ de la Riviera Maya. S'y rendre en bus depuis Cancún ou Playa Del Carmen impose de passer par Mérida pour y prendre un "colectivo" (petit bus local). La location d'une voiture est donc une bonne solution, Izamal est situé à 3 heures de route de Cancún, vous devrez suivre la route à péage 180D sur 242 kilomètres puis sortir au niveau de Kantunil pour suivre les panneaux menant à Izamal.